# علي الجهيم
علي سعود الجهيم مواليد 8 مارس 1996 في ، السعودية، هو لاعب كرة قدم سعودي يلعب حالياً في نادي الريان.

## مسيرة اللاعب
لعب سابقاً لنادي الطائي ونادي التقدم ونادي عرعر والنادي العربي ونادي البكيرية ونادي الريان.